# Herbert Gorgon
Herbert Gorgon, född 11 februari 1907 i Lemberg, död där 27 oktober 1943, var en tysk promoverad läkare, ämbetsman och SS-officer. Under andra världskriget var han Kreishauptmann i Generalguvernementet, det polska territorium som lades under tysk ockupation 1939.

## Biografi
Gorgon studerade medicin och promoverades till medicine doktor. År 1932 var han aktiv i Jungdeutsche Partei, ett högerextremt parti som hade grundats av personer som tillhörde den tyska minoriteten i Polen.

### Andra världskriget
Den 1 september 1939 anföll Tyskland sin östra granne Polen och andra världskriget utbröt. I slutet av oktober inrättades Generalguvernementet, det polska territorium som ockuperades av Tyskland. Detta indelades i fyra distrikt: Krakau, Lublin, Radom och Warschau.
Vid krigsutbrottet var Gorgon soldat i Wehrmacht. År 1940 var han verksam i distriktet Krakau och dess hälsovårdsdepartement.
Distriktet Galizien
Efter Tysklands anfall mot den forna bundsförvanten Sovjetunionen, Operation Barbarossa, inrättades i Generalguvernementet i augusti 1941 ett femte distrikt — Galizien. Gorgon utsågs då till ställföreträdare åt Hans Mann, som var Kreishauptmann, det vill säga högste civile ämbetsman, i Zloczów. Ett knappt år senare utnämndes Gorgon till Kreishauptmann i Kolomea.

### Död
Gorgon häktades sommaren 1943 för att ha haft ett homosexuellt förhållande med en ung man i början av 1942. I augusti 1943 dömde SS- och polisdomstolen i Krakau Gorgon till döden för ”naturvidrig otukt”. Hauptamt SS-Gericht beviljade Gorgon benådning, men trots detta fick han på initiativ av Reichsführer-SS Heinrich Himmler en pistol, med vilken han sköt sig i sin fängelsecell.

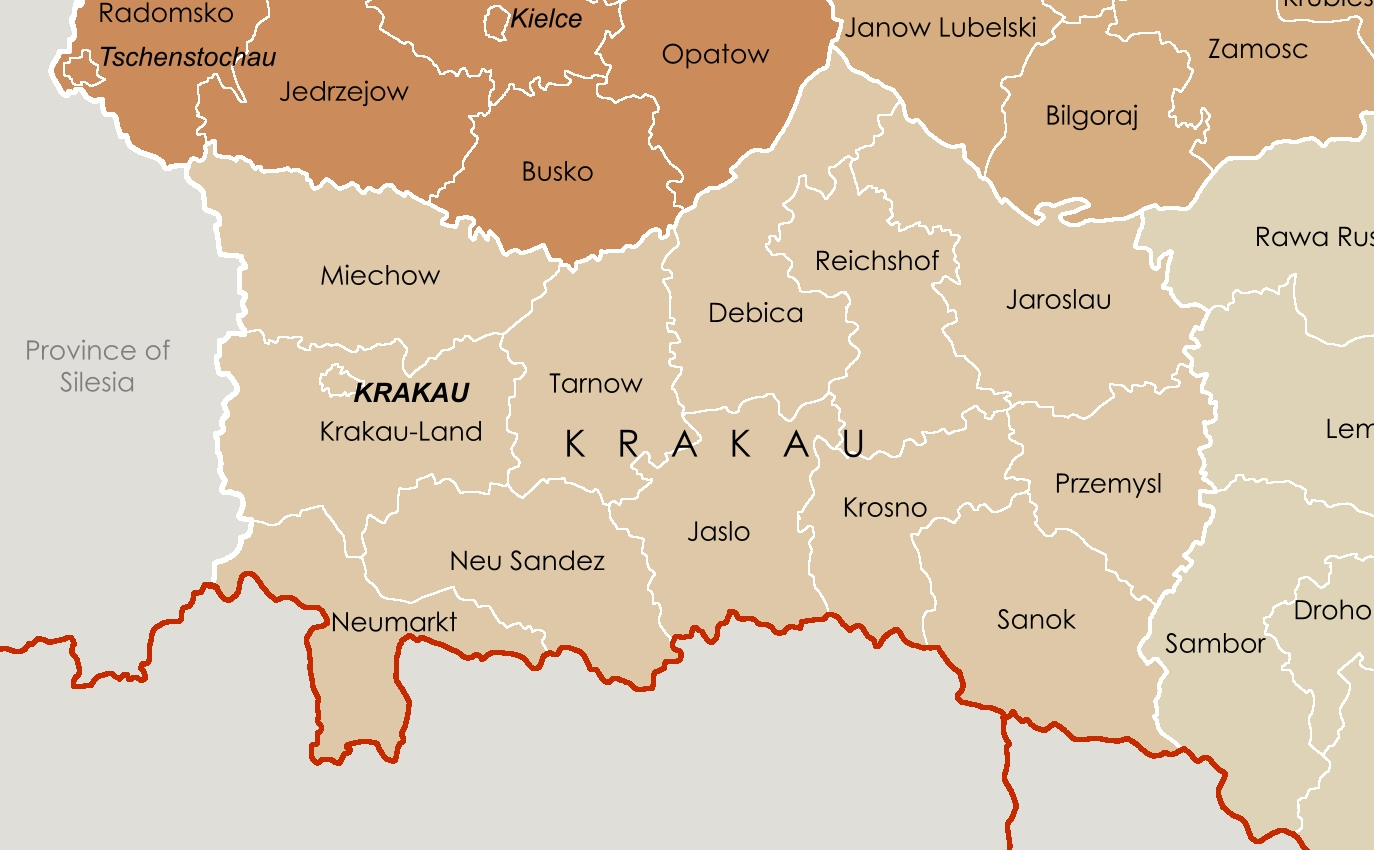
Administrativ karta över distriktet Krakau år 1941
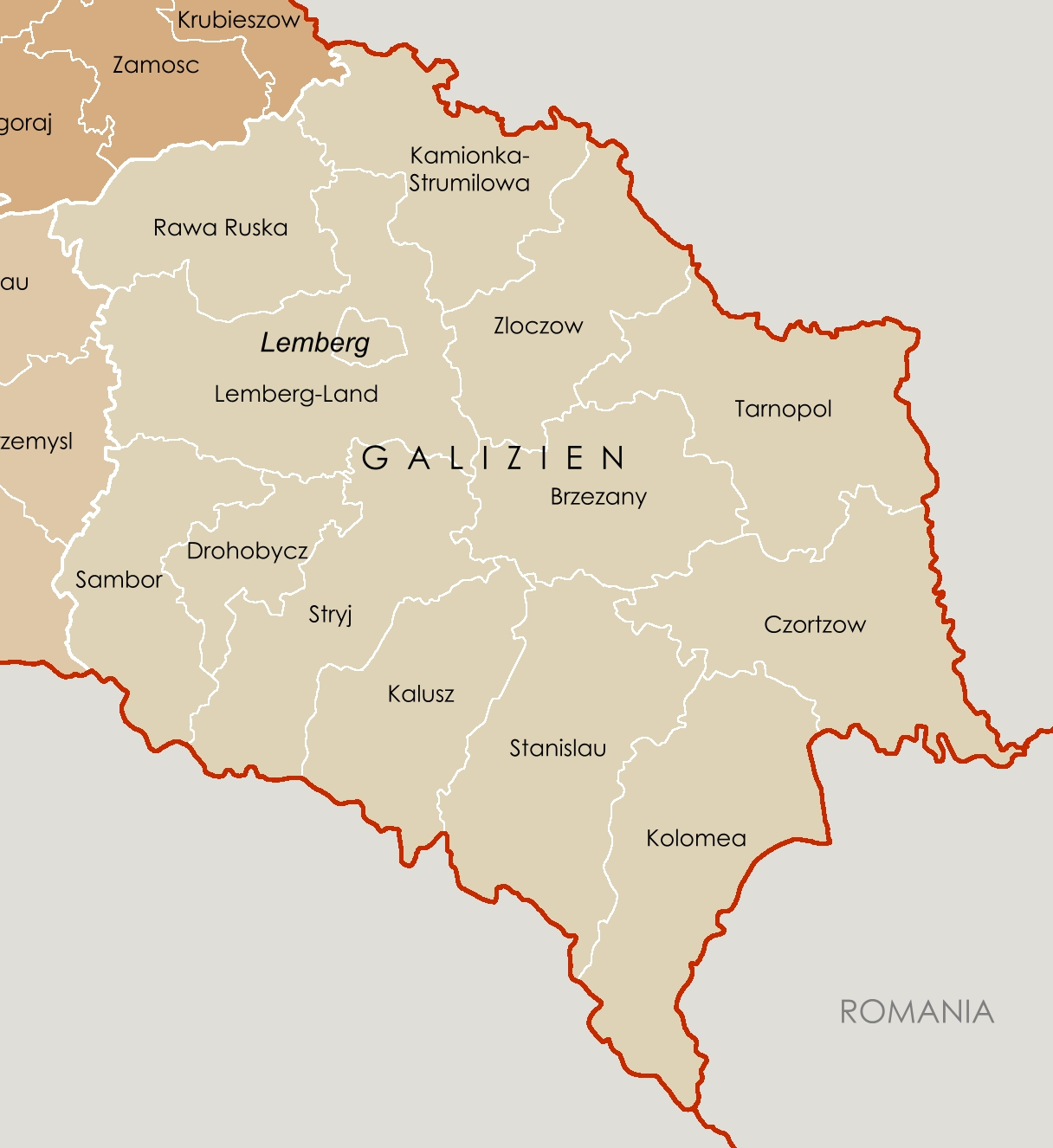
Administrativ karta över distriktet Galizien år 1941